# T12 AL et ex-Prusse
Pour les articles homonymes, voir T12.

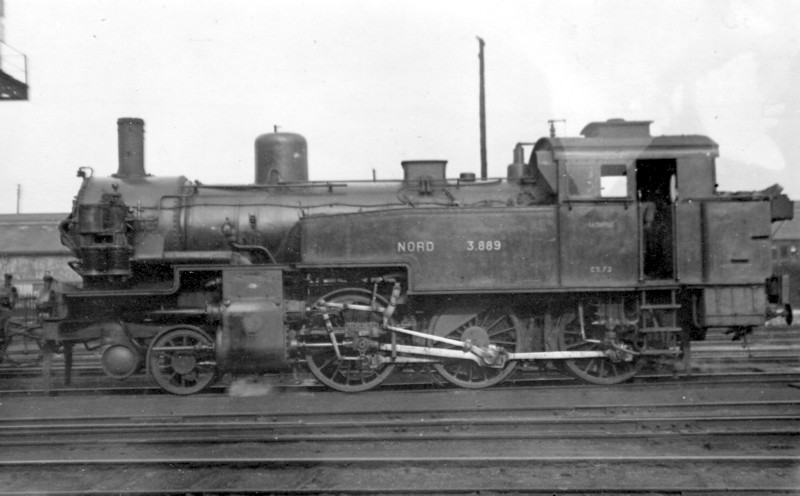
La 3.889 des chemins de fer du Nord

Les locomotives T12 ont été construites pour les Chemins de fer royaux de Prusse (KPEV) et pour les Chemins de fer impériaux d'Alsace-Lorraine (EL). Elles sont de même disposition d'essieux que les T9.3 et que les T11 dont elles sont une évolution directe par l'application de la surchauffe. Les locomotives-tender T12 s'en différenciaient également par un dimensionnement plus généreux de la chaudière. Parmi les locomotives de la classe des 130T, celles-ci étaient également les plus lourdes. Des différences sensibles d'aspect (forme des soutes à eau, dessin du tablier...) peuvent être relevées sur ces machines.

## Genèse
Ces machines ont été construites à 1014 exemplaires pour les KPEV à partir de 1905. Un certain nombre de machines ont été prélevées par la commission d'armistice en 1919 pour être attribuées notamment à des compagnies ferroviaires françaises. 899 machines ont été incorporées par la DRG à sa création en 1925 dans la série 74.4-13.

## Les T12 en France

### T12 7701 à 7729 (AL)
Sur le réseau ferroviaire d'Alsace-Lorraine (AL), les T12 ont assuré les mêmes prestations que les T9.3. Les T12 de l'AL étaient de triple provenance :
- les 7701 à 7725 construites pour le compte de l'ex-EL par l'EMBG de Graffenstaden : les premières, numérotées T10 2601 à 2614 à leur sortie d'usine en 1910, devenues T12 7701 à 7714 en 1912, puis les T12 7715 à 7717 construites en 1913 et le dernier lot, les T12 7718 à 7725 construites en 1915.
- la 7726 (ex KPEV 7740 construite en 1915 par Borsig) a été acquise au titre des prestations d'armistice de 1918,
- les 7727 à 7729 (ex KPEV 7705, 7704 et 8442, construites, la première par Borsig en 1907, les autres par la Lokomotivfabrik Hohenzollern respectivement en 1912 et 1914) sont des machines prussiennes restées en Alsace après la guerre.

Ces quatre dernières locomotives compensent la perte de quatre machines (7701, 7702, 7707 et 7723) restées en Allemagne après 1918. Celles-ci furent incorporées par la DRG dans la série 74.4-13 (74 784, 785, 786 et 74 1254).
La série ainsi constituée fut prise en charge par la SNCF sous la dénomination 1-130-TB 703 à 729 ; la dernière fut réformée en 1955.
La 1-130-TB 705 se retrouva en Allemagne de l'Ouest après 1945.
La T12 7713 fut cédée aux CFL à leur création où elle prit le n°31.01.

### 3888 à 3899 (Nord)
Ces machines furent attribuées à la Compagnie des chemins de fer du Nord par le biais de
la commission d'armistice de 1918. La série fut immatriculée par la SNCF : 2-130-TC 1 à 12. La dernière fut réformée, comme à la région Est, dans le courant de l'année 1955.
À l'inverse de certaines machines ayant fait l'objet de mutations pour être regroupées sur une seule région ces machines ne connurent aucune mutation.

## Les T12 en Belgique

### État Belge - SNCB
27 exemplaires attribués à la Belgique sont affectés aux Chemins de fer de l'État belge. Immatriculés dans le type 96 en 1925, elles passent toutes à la SNCB en 1926. Quatre d'entre-elles, saisies tardivement, sont arrivées en Belgique entre mai 1922 et mai 1924. Elles sont numérotées entre 9600 et 9679 avec de multiples lacunes sans tenir complètement compte de l'ordre de numérotation initial ni de leur ordre de construction.
En parallèle, l'État belge avait aussi reçu 23 locomotives sans surchauffeur du type T11 lesquelles ont toutes été radiées avant 1923.
Les type 96 assuraient des trains de voyageurs omnibus dans le sud-est de la Belgique,

#### Seconde Guerre mondiale
L'ensemble de la série est réquisitionné. 21 étant envoyés en Allemagne en tant que "locomotives prêtées" et 6 formellement cédées à la DRG au titre de la Convention Eupen - Malmédy afin d'assurer le service dans les cantons de l'Est rattachés à l'Allemagne. Il s'agissait des 9605 à 07, 62 et 71 qui sont renumérotées 74 1339 à 1344.
Neuf type 96 ne furent jamais restituées après le conflit : la 74 1342 ainsi que les 9605, 13, 20, 32, 37, 52, 55 et 68. Deux d'entre-elles ont reçu des numéros DR (74 1345-1346). Les autres, revenues entre 1944 et 1947, reçoivent les numéros à cinq chiffres en 1946 : 96.001 à 011, 013, 016 à 030 (certains matricules étant attribués à des locomotives qui ne revinrent pas). S'y ajoutent les trois locomotives ex-Nord - Belge qui deviennent les 96.012, 014 et 015.

#### Après-guerre
Cette série désormais forte de 18 machines continue sa carrière (certaines étant notamment affectées à Ciney pour rouler sur les lignes 126 et 128) jusqu'à la décision prise le 22 mai 1953 de les radier en bloc. Elles sortent d'écriture entre 1953 et 1956.

### Nord - Belge
Trois T12 cédées à la Belgique sont allouées à la Compagnie du Nord - Belge en 1920 ou 1921. Attachées au dépôt de Kinkempois, elles remorquent notamment de lourds trains omnibus entre Liège et Namur. À la reprise du Nord - Belge par la SNCB en 1940, elles sont renumérotées non pas dans le type 96 mais dans un nouveau type 95 avec les numéros 9591 à 9593. Seules T12 restées en Belgique pendant le conflit, elles sont finalement rassemblées dans le type 96 en 1946 ; leur carrière se confond dès lors avec celles de provenance État belge.

## Description
Ces machines disposaient d'un moteur à deux cylindres à simple expansion. Le foyer était un foyer de type « Crampton » et l'échappement était du type « Allemand » fixe. L'essieu avant était traité en bogie-bissel de type « Krauss ». Les locomotives 7726 et 7729 étaient équipées d'un ensemble alimentaire du type « Knorr » qui fut démonté par la suite. La soute à eau était répartie en 3 positions, deux latérales et une entre les longerons.

## Caractéristiques
- Pression de la chaudière : 12 kg/cm2
- Diamètre des cylindres : 540 mm
- Diamètre des roues motrices : 1 500 mm
- Diamètre des roues du bissel : 1 000 mm
- Capacité des soutes à eau : 7,4 m3 sauf pour les 7726 à 7729 : 7 m3
- Capacité de la soute à charbon : 2,5 t
- Masse en ordre de marche : 66,3 t
- Masse adhérente : 50,8 t
- Longueur hors tout : 11,75 m
- Vitesse maxi en service : 80 km/h